# Alwyn George
Alwyn George (ur. 1 marca 1992 w Nagpurze) – indyjski piłkarz, pomocnik Dempo SC.